# Tverrbytthornet
De Tverrbytthornet is een berg behorende bij de gemeente Lom in de provincie Oppland in Noorwegen. De berg, gelegen in Nationaal park Jotunheimen, heeft een hoogte van 2102 meter.
De Tverrbytthornet is onderdeel van het gebergte Jotunheimen.